# Winchendon (Massachusetts)
Pour les articles homonymes, voir Winchendon.
Winchendon est une ville de Nouvelle-Angleterre (en) du comté de Worcester (Massachusetts), aux États-Unis. Sa population est estimée à 10 300 habitants d'après le recensement des États-Unis de 2010.

## Histoire
Winchendon est une petite localité au centre-nord du Massachusetts. Elle était habitée originellement par les tribus Pennacooks, puis Nipnet/Nipmucs.
En réponse à une pétition des anciens combattants de la Bataille de Québec (1690), la Chambre des représentants du Massachusetts fit l'acquisition de New Ipswich (Canada), le 10 juin 1735. La ville a été officiellement rebaptisée Winchendon en 1764, en hommage au gouverneur Francis Bernard, seigneur de la terre de Nether Winchendon (Buckinghamshire). La rivière traversant le village, Millers River, alimentait en énergie les moulins de plusieurs menuiseries : au XVIIIe siècle, Winchendon produisait une telle quantité de bardeaux (shingle en anglais) qu'on l'appelait Shingletown.
Puis, sous l'impulsion de Morton E. Converse (1837–1917), cette petite ville se lança dans la production de jouets en bois : maquettes d'arches de Noé, poupées, toupies, cubes, chevaux à bascule et kartings, etc. Converse, quincailler de Converseville (New Hampshire), avait acheté une menuiserie en 1873. Il s'associa peu après avec Orland Mason pour former l'usine de jouets Mason & Converse Company, qui perdura jusqu'en 1883. Une autre de ses usines de jouets, Converse Toy & Woodenware Company, demeura active jusqu'en 1934. La quantité de jouets produite au XIXe siècle à Winchendon valut à la ville le surnom de Toy Town, et son symbole : Clyde, un cheval à bascule haut de 4 m peint en gris, promené à travers la ville lors des défilés depuis 1914. Du milieu des années 1930 aux années 1960, Clyde se dressait à côté de Toy Town Tavern. Détruit depuis, une copie en a été réalisée.

## Galerie

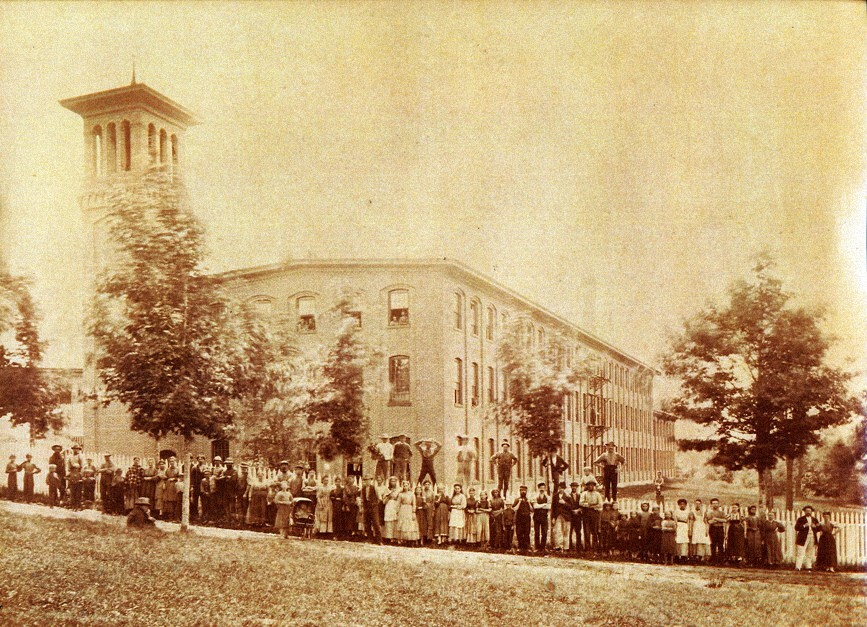
Spring Village's Nelson Mill, c. 1860s
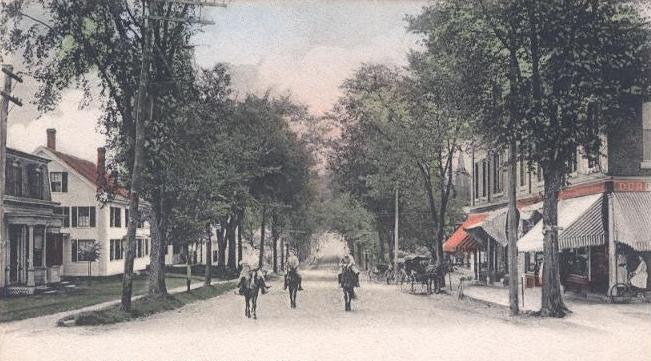
Central Street, 1905
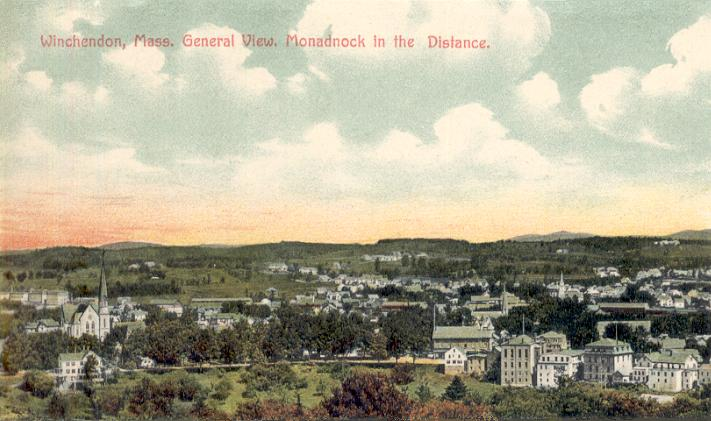
Vue générale, 1906
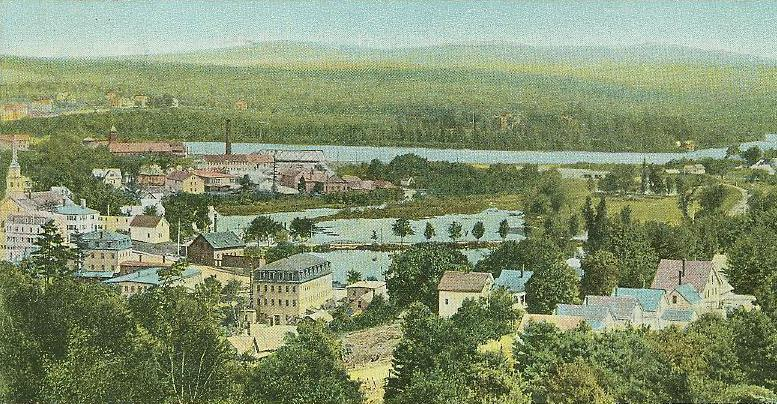
Vue du nid d'aigle,  c. 1906
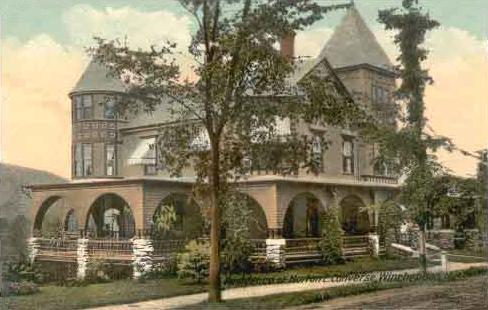
Converse House, c. 1908
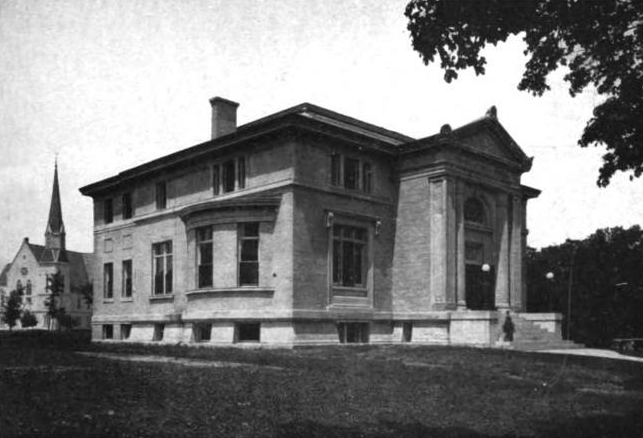
Beals Memorial Library, 1915
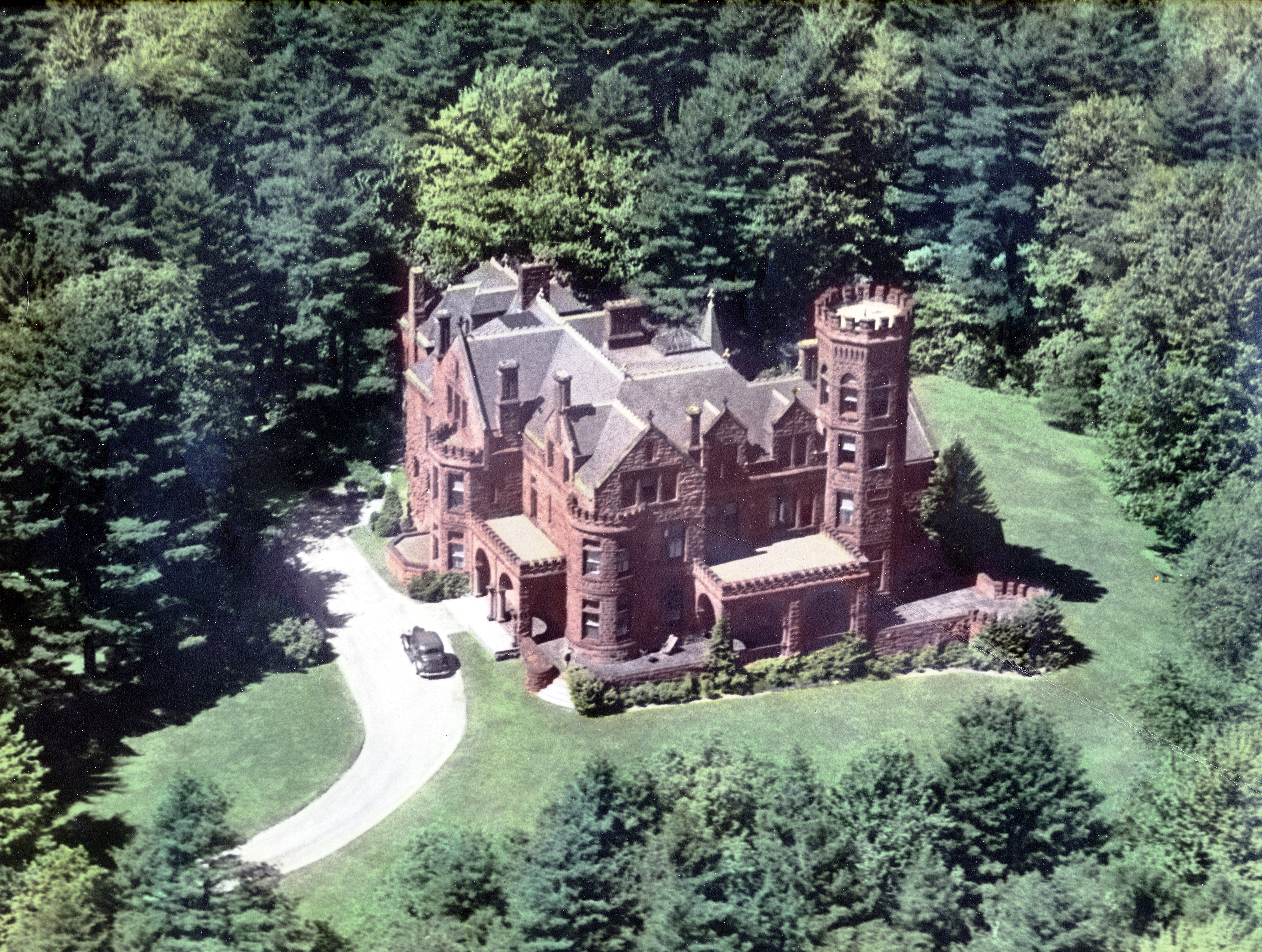
Marchmont, également connu sous le nom de The Castle, construit en 1888, démoli en 1956